# Хоган, Пол
Пол Хо́ган (англ. Paul Hogan; род. 8 октября 1939) — австралийский комик и актёр. Наибольшую известность ему принесла роль Майкла «Крокодила» Данди в одноимённой серии фильмов.

## Биография
Перед тем как начать играть в кинофильмах и телесериалах, снимался в рекламных роликах.
С 1973 по 1984 год вёл на австралийском телевидении юмористическое «Шоу Пола Хогана».
Известность за пределами Австралии Пол Хоган получил в 1986 году после исполнения роли «Крокодила» Данди в одноимённом фильме. За эту роль он получил премию «Золотой глобус» (1986), а за написание сценария к этому фильму в 1987 году был номинирован на премию «Оскар».
Был дважды женат. Первая жена — Ноэлин Эдвардс (1958—1990), вторая — Линда Козловски, его партнёрша по серии фильмов про Крокодила Данди (с 1990 года), у них есть сын Ченс. 18 октября 2013 года пара объявила о разводе.
В 2009 году австралийское налоговое ведомство начало преследование актёра в связи с неуплатой налогов с 1986 по 2009 год. В начале 2010 года актёру было запрещено покидать Австралию, но уже в конце 2010 года дело было прекращено «в связи с бесперспективностью и нежелательным общественным резонансом». Сам актёр утверждает, что налоги им платились аккуратно и в срок.

## Фильмография
- 1980 — Fatty Finn
- 1985 — Армейский корпус / ANZACS (телесериал)
- 1986 — Крокодил Данди — Майкл «Крокодил» Данди
- 1988 — Крокодил Данди 2 — Майкл «Крокодил» Данди
- 1990 — Почти ангел
- 1994 — Джек-Молния — Джек Кейн
- 1996 — Флиппер — Портер Рикс
- 1998 — Вниз по течению (телефильм) — Шайн
- 2001 — Крокодил Данди в Лос-Анджелесе — Майкл «Крокодил» Данди
- 2004 — Странная парочка — Винс Хопгуд
- 2009 — Чарли и Бутс — Чарли
- 2018 — Данди: Сын легенды возвращается домой — Майкл «Крокодил» Данди
- 2018 — Это не моя собака! — Пол
- 2020 — Крокодил Данди в Голливуде — Пол

## Премии и награды
- 1985 — Австралиец года
- 1986 — Орден Австралии[3]
- 1987 — «Золотой глобус» за лучшую мужскую роль в фильме «Крокодил Данди»
- 1987 — «Золотая маска» и премия Британской академии за лучшую мужскую роль и лучший сценарий фильма или мюзикла за фильм «Крокодил Данди»